# Knypersley Hall
Knypersley Hall é um palácio rural, em Estilo Georgiano, localizado em Biddulph, no Staffordshire, Inglaterra. O edifício, actualmente subdividido em apartamentos, é um listed building classificado com o Grau II*.

## História
O Solar de Knypersley foi detido pela família Knypersley, desde tempos antigos, até que Katherine de Knypersley, herdeira das propriedades, casou com Thomas Bowyer no final do século XIV. Vários ramos da família Bowyer foram feitos Baronetes Bowyer, em cinco criações diferentes.
No século XVIII, o velho solar foi substituída pelos Bowyers. O grande palácio de três andares e sete secções então erguido foi remodelado por volta de 1847, quando o piso superior foi removido.
A Baronia Bowyer foi extinta com a morte do 4º baronete da terceira criação, em 1702. A sua filha e herdeira, Dorothy, casou com Sir Thomas Gresley em 1719, Baronete Gresley. Os Gresley venderam a propriedade, por volta de 1809, ao conhecido horticultor John Bateman, o qual desenvolveu os jardins mas que se mudou, cerca de 1840, para iniciar um grande projecto, com o seu filho James Bateman, na Biddulph Grange.
O bloco dos estábulos, classificado com o Grau II, também foi convertido em residências.